# Françoise Le Mer
Françoise Le Mer est une écrivaine française, née à Douarnenez en 1957. Elle vit à Pouldreuzic et enseigne le français dans le Finistère. Elle est l'auteure de vingt-et-un romans policiers édités aux éditions Alain Bargain puis réédités chez Palémon. Les intrigues de ses romans se situent dans différents endroits de Bretagne et sont basées sur des études psychologiques, maniant humour et suspense.
Elle est membre du collectif Les Plumes du Paon, qui vise à promouvoir la production littéraire du Pays Bigouden.

## Romans
L'ensemble des romans suivants, sont réédités aux éditions Palémon.
- Les Âmes torses, 2013.
- Amours sur Bélon.
- L'Ange de Groix.
- Arrée sur image, 2014.
- Autopsie d'un mensonge, 2018.
- Le Baiser d'Hypocras, 2015.
- Blues bigouden à l'île Chevalier, 2003.
- Buffet froid à Pouldreuzic, 2015.
- Colin Maillard à Ouessant.
- L'Enfant de l'île de Sein, 2020.
- L'Extinction des cougars, 2016.
- Famille je t'haime, 2017.
- Le Faucheur du Menez-Hom.
- Le Festin des pierres, 2019.
- La Lame du tarot.
- Maître chanteur à Landévennec, 2014.
- Maux de tête à Carantec.
- Le Mulon rouge de Guérande.
- L'Oiseau noir de Plogonnec.
- Les Ombres de Morgat.
- Les Santons de granite rose.